# NGC 4756
NGC 4756 est une galaxie lenticulaire située dans la constellation du Corbeau. Sa vitesse par rapport au fond diffus cosmologique est de 4 410 ± 30 km/s, ce qui correspond à une distance de Hubble de 65,1 ± 4,6 Mpc (∼212 millions d'al). NGC 4756 a été découverte par l'astronome germano-britannique William Herschel en 1785.
À ce jour, une mesure non basée sur le décalage vers le rouge (redshift) donne une distance d'environ 56,100 Mpc (∼183 millions d'al). Cette valeur est à l'extérieur des valeurs de la distance de Hubble. Notons que c'est avec la valeur moyenne des mesures indépendantes, lorsqu'elles existent, que la base de données NASA/IPAC calcule le diamètre d'une galaxie et qu'en conséquence le diamètre de NGC 4756 pourrait être d'environ 30,7 kpc (∼100 000 al) si on utilisait la distance de Hubble pour le calculer.

## Groupe deMCG-2-33-17
Selon A.M. Garcia, NGC 4756 est membre du groupe de MCG -2-33-17. Ce groupe de galaxies comprend au moins 9 membres. Les sept autres galaxies du groupe sont IC 3799, MCG -3-33-35, MCG -2-33-36, PGC 43408, PGC 43489, PGC 43720 et PGC 43823.